# Euxoa caesia
Euxoa caesia är en fjärilsart som beskrevs av Smith 1900. Euxoa caesia ingår i släktet Euxoa och familjen nattflyn. Inga underarter finns listade i Catalogue of Life.